# Josep Seguer i Sans
Josep Seguer i Sans (Parets del Vallès, 1923 - Reus, 2 de gener de 2014) fou un jugador i entrenador català de futbol. Va ser internacional amb la selecció catalana i amb la selecció espanyola.

## Trajectòria
Va jugar 14 temporades al primer equip del FC Barcelona, primer com a interior dret i després com a defensa lateral, disputant un total de 470 partits i marcant 133 gols. Durant la seva estada al club guanyà cinc lligues, quatre copes d'Espanya i dues copes llatines com a títols més importants i fou un dels homes bàsics del Barça de les Cinc Copes. El 1957 s'incorporà al Betis on visqué les seves darreres dues temporades.
Fou 4 cops internacional amb la selecció espanyola entre juny de 1952 i desembre del mateix any.
Un cop es retirà fou entrenador. Dirigí al Betis, el CE Manresa, on fou jugador-entrenador, tres temporades al Barcelona Amateur, a més de ser segon entrenador del primer equip, la UE Lleida i l'FC Terrassa. La temporada 1969-70, essent tècnic del CD Comtal, dirigí breument al Barça, entre octubre de 1969 i desembre del mateix any, en substituir Salvador Artigas, del que fou segon entrenador. El 1970 fou el primer entrenador del Barcelona Atlètic. Posteriorment entrenà a CF Badalona, CE Manresa, CE Júpiter, CD Tortosa, FC Terrassa, Vila-real CF, UE Figueres, CF Gavà, CD La Cava i CF Reus Deportiu, fins a la seva retirada definitiva l'any 1983, amb 60 anys.
El camp de futbol de Parets del Vallès porta el seu nom. A més s'organitza un trofeu a la mateixa vila amb el seu nom i un altre a Hospitalet de l'Infant de veterans.
L'any 2010 se li atorga la medalla com a ciutadà il·lustre de la vila de Parets, a part va rebre un homenatge a la Penya Blau-Grana Parets

## Palmarès
- Lliga espanyola de futbol masculina: 1944-45, 1947-48, 1948-49, 1951-52, 1952-53
- Copa Llatina: 1949, 1952
- Copa de Fires: 1955-58
- Copa espanyola de futbol masculina: 1950-51, 1951-52, 1952-53, 1956-57
- Copa d'Or: 1945
- Copa Eva Duarte: 1948, 1952, 1953